# Never Done Nothing Like That Before
«Never Done Nothing Like That Before» es una canción de la banda de britpop Supergrass. Fue lanzada como un sencillo para su cuarto álbum, Life on Other Planets, el cual conoció la luz en julio de 2002.
Como fue un lanzamiento solo en formato vinilo y solo se hicieron 2500 copias, el sencillo solo alcanzó el puesto #75 en los UK Singles Chart. La versión del vinilo es apenas más larga que la versión del álbum, ya que presenta una pequeña introducción, donde Danny Goffey puede ser oído explotando fuegos artificiales. Sin embargo, esta introducción es escuchada al final de "Evening of the Day", la pista número seis del álbum.
El sitio web Children of the Monkey Basket explica la canción con más detalles; "Primer lanzamiento del siglo y que bomba. Teníamos el riff principal zumbando en nuestras cabezas alrededor de cinco años, y lo terminamos grabando para el nuevo álbum."